# ميخائيل كارتر
ميخائيل كارتر (بالإنجليزية: Michael Carter)‏ (13 نوفمبر 1980 بدارلينغتون في المملكة المتحدة - ) هو لاعب كرة قدم بريطاني في مركز الهجوم. لعب مع Knattspyrnufélag Fjallabyggðar ‏ وويتبي تاون ‏ وDarlington Railway Athletic F.C. ‏ وWhitley Bay F.C. ‏ وسبنيمور يونايتد ‏ ووست أوكلاند تاون ‏ ودارلينجتون إف سى.

## وصلات خارجية
- ميخائيل كارتر على موقع قاعدة بيانات كرة القدم.إي يو (الإنجليزية)